# Armadale (Australia Occidentale)
Armadale è un sobborgo dell'area metropolitana di Perth, situato nella sua zona sud-orientale. È la sede del Local Government Area chiamato Città di Armadale.